# Fritz Müller
Johann Friedrich Theodor Müller, más conocido por Fritz Müller, y también como Müller-Desterro, (31 de marzo de 1821– 21 de mayo, 1897) fue un naturalista y biólogo alemán que emigró a Brasil, donde estudió la historia natural de la selva amazónica y fue un gran defensor de la teoría de la evolución.

## Obra
Fue uno de los pioneros de la embriología evolutiva, cuyo objetivo principal era reconstruir relaciones filogenéticas. En Für Darwin (1864), donde apoyó la teoría de la evolución de Darwin con evidencias procedentes del desarrollo embrionario de los crustáceos. Müller comparó distintos estados embrionarios, defendiendo que la larva de Nauplius era la fuente común de todos los crustáceos.
Con respecto a la causa evolutiva, Müller defendió la actuación de la selección natural en las larvas y no sólo en los adultos. En particular, defendió que las larvas de los crustáceos brasileños podían ser afectadas por adaptaciones en cualquier estadio del crecimiento. La actuación de la selección natural en el desarrollo embrionario explicaba que este no pudiera ser una recapitulación completa de la filogenia de la especie. Estas ideas fueron desarrolladas y sistematizadas por Ernst Haeckel en su Morfología General, aunque la Teoría de la Recapitulación no añadió nada conceptualmente novedoso respecto a lo postulado por Müller.
Gilbert ha señalado que la obra de Müller contiene también el germen de otras teorías posteriores: la canalización, las constricciones del desarrollo y la teoría del equilibrio puntuado.
En 1880, Müller propuso un triple paralelismo entre ontogénesis, filogénesis y regeneración.
- La abreviatura «F.J.Müll.» se emplea para indicar a Fritz Müller como autoridad en la descripción y clasificación científica de los vegetales.[6]

## Abreviatura (zoología)
La abreviatura F. Müller  se emplea para indicar a Fritz Müller como autoridad en la descripción y taxonomía en zoología.